# مهدی صفری
مهدی صفری دیپلمات ایرانی و معاون دیپلماسی اقتصادی وزیر امور خارجه ایران از شهریور سال ۱۴۰۰ تا شهریور ۱۴۰۳ بوده‌است. وی پیش از این سفیر ایران در کشورهای چین، اتریش و روسیه  بوده است. 
وی همچنین معاونت اروپا و آمریکای وزارت امور خارجه ایران را بر عهده داشته‌است.
صفری در زمان سعید جلیلی از مذاکره‌کنندگان هسته‌ای ایران بوده است.
صفری همچنین سابقه نمایندهٔ ایران در مذاکرات حقوقی دریای خزر را نیز دارد.
صفری مدیرعامل کنسرسیوم توسعه اعتماد مبین نیز بوده‌است.

## گزنیه سفارت ایران در انگلیس
در سپتامبر ۲۰۱۰، او قرار بود به عنوان سفیر ایران در بریتانیا انتخاب شود اما دولت از تصمیم خود منصرف شد و سفیری در این کشور تعیین نکرد.